# Convolvulus cneorum
Espèce
Synonymes
- Convolvulus argenteus Desr.[1]

Convolvulus cneorum est une espèce de sous-arbrisseaux de la famille des Convolvulacées.

## Aire de répartition
Afrique du Nord et Balkans.

## Biologie
Floraison au printemps et en été.

## Description

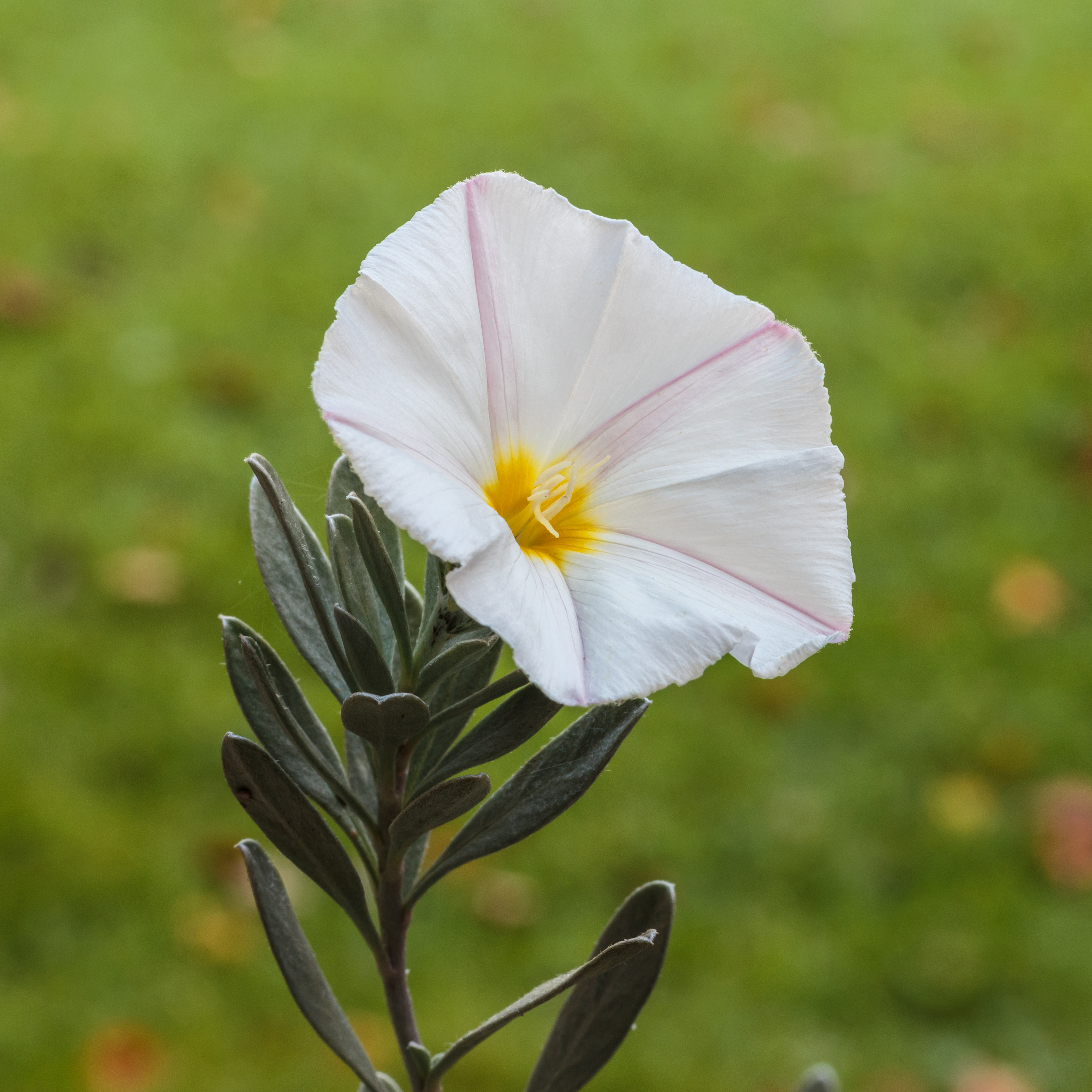
Une fleur de Convolvulus cneorum

Fleurs blanc et rose. Feuillage persistant, argenté.
Port : plante rampante s'étalant sur plusieurs dizaines de centimètres.

## Habitats
Sol drainé, sec, même calcaire, exposé au Soleil.

## Utilisation
Plante ornementale. La floraison est relativement courte mais spectaculaire. Le feuillage argenté apporte une note de couleur dans le jardin, Convolvulus cneorum est résistant à la sécheresse et à la chaleur. Des arrosages occasionnels lui sont bénéfiques mais il faut avoir la main légère sous peine de faire apparaître des problèmes cryptogamiques qui lui sont fatals. La plante prend alors un aspect terne et finit par sécher complètement. La taille n'est pas indispensable mais possible si elle est légère et effectuée juste après la floraison.

## Liste des variétés
Selon BioLib (25 mai 2019) et World Checklist of Selected Plant Families (WCSP) (25 mai 2019) :
- variété Convolvulus cneorum var. cneorum
- variété Convolvulus cneorum var. latifolius Rchb. (1858)

Selon Catalogue of Life (25 mai 2019) :
- variété Convolvulus cneorum var. latifolius